# Heinrich Wilhelm Pelizaeus
Heinrich Wilhelm Pelizaeus (Hildesheim, 6 settembre 1851 – Hildesheim, 14 ottobre 1930) è stato un banchiere tedesco.
Mercante, banchiere e console spagnolo in Egitto, dove risiede per molti anni, raccogliendo una vasta collezione di reperti all'Antico Regno provenienti dalla piana di Giza. Con questi poi fonderà un museo a Hildesheim.

## Opere
- Hans Kayser: Das Pelizaeus-Museum in Hildesheim. Hamburg 1966 - (Kulturgeschichtliche Museen in Deutschland, Bd. 9)
- Bettina Schmitz: Ägypten in Hildesheim – Aus der Geschichte des Pelizaeus-Museums - in: Arne Eggebrecht (Hrsg.): Pelizaeus-Museum Hildesheim - Die Ägyptische Sammlung. Mainz 1992. S. 8 ff, ISBN 3-8053-1569-4 (Museumsausgabe) / ISBN 3-8053-1579-1 (geb. Doppelheft der Zeitschrift „Antike Welt“)